# Visconde de Castelo Branco
Visconde de Castelo Branco foi um título nobiliárquico português que teve duas criações.

## Viscondado de Castelo Branco – 1.ª criação (1649)
O título de Visconde de Castelo Branco foi criado, por uma vida, pelo Rei D. João IV, por Decreto de 25 de Setembro de 1649, a favor de D. Pedro de Castelo-Branco da Cunha, filho primogénito de D. António de Castelo-Branco da Cunha, 11.º senhor de Pombeiro e de sua esposa Maria da Silva, 9.ª senhora de Belas. D. Pedro herdou do pai o Senhorio de Pombeiro, elevado a Condado de juro e herdade em 1662 de que foi o 1.º conde, e da mãe o Senhorio de Belas, elevado ao Marquesado de juro e herdade em 1801 aquando da 6.ª condessa de Pombeiro.

### Titulares
1. D. Pedro de Castelo-Branco da Cunha (c. 1620–1675), 1.º visconde de Castelo Branco em sua vida e depois 1.º conde de Pombeiro de juro e herdade[3][4]

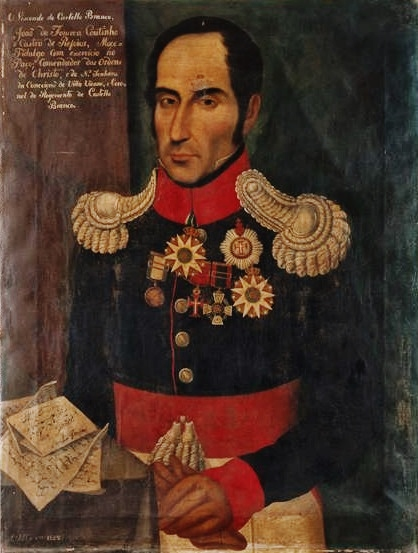
Retrato do Visconde de Castelo Branco (1827), Museu Francisco Tavares Proença Júnior

## Viscondado de Castelo Branco – 2.ª criação (1851)
Visconde de Castelo Branco é um título nobiliárquico criado por D. Luís I de Portugal, por Decreto de 14 de Dezembro de 1870, em favor de João da Fonseca Coutinho e Castro de Refóios.
Titulares
1. João da Fonseca Coutinho e Castro de Refóios, 1.º Visconde de Castelo Branco.

Após a Implantação da República Portuguesa, e com o fim do sistema nobiliárquico, usaram o título:
1. Francisco da Fonseca Coutinho Martins Franco Frazão, 2.º Visconde de Castelo Branco, 2.º Visconde de Portalegre;
2. Renato de Almeida Franco Frazão, 3.º Visconde de Castelo Branco, 3.º Visconde de Portalegre.[6]